# Henrik Värendh
Henrik Värendh, född 13 oktober 1969, är en svensk före detta friidrottare (häcklöpare).
Värendh har 5 SM-medaljer utomhus på 110 meter häck, ett brons på 200 meter (slätt) samt ett SM-silver i korta stafetten. Han deltog också i inomhus-EM i Valencia 1998 (på 60 meter häck). Han tävlade för IFK Lund och Spårvägens FK. Personliga rekord: 110 meter häck - 13.79; 60 meter häck - 7.73i